# Manganismus
Manganismus, též locura manganica neboli manganové šílenství, je toxická encefalopatie, zapříčiněná chronickou otravou manganem. Obzvláště častá byla mezi chilskými horníky v 19. století. Projevuje se parkinsonismem, podrážděností, halucinacemi apod.